# Cophocetus
Il cofoceto (Cophocetus oregonensis) è un cetaceo estinto appartenente ai misticeti, vissuto nel Miocene superiore (circa 8 milioni di anni fa) e i suoi resti fossili sono stati ritrovati in Nordamerica (Oregon).

## Classificazione
Questo animale è stato descritto per la prima volta nel 1934 sulla base di uno scheletro incompleto proveniente dalla formazione Astoria nei pressi di Newport, in Oregon. Di dimensioni medie (inferiori certamente a quelle delle attuali balenottere comuni), Cophocetus era un tipico rappresentante dei pelocetidi (Pelocetidae), una famiglia di balene estinte dall'ampia distribuzione, che nel corso del Miocene si diffusero in tutti i mari. Cophocetus possedeva alcune caratteristiche anatomiche che ricordano le attuali balenottere, e per questo motivo questo animale e i suoi stretti parenti sono considerati esempi primitivi del gruppo. Altri resti attribuiti a Cophocetus provengono dalla California.